# Air Rarotonga

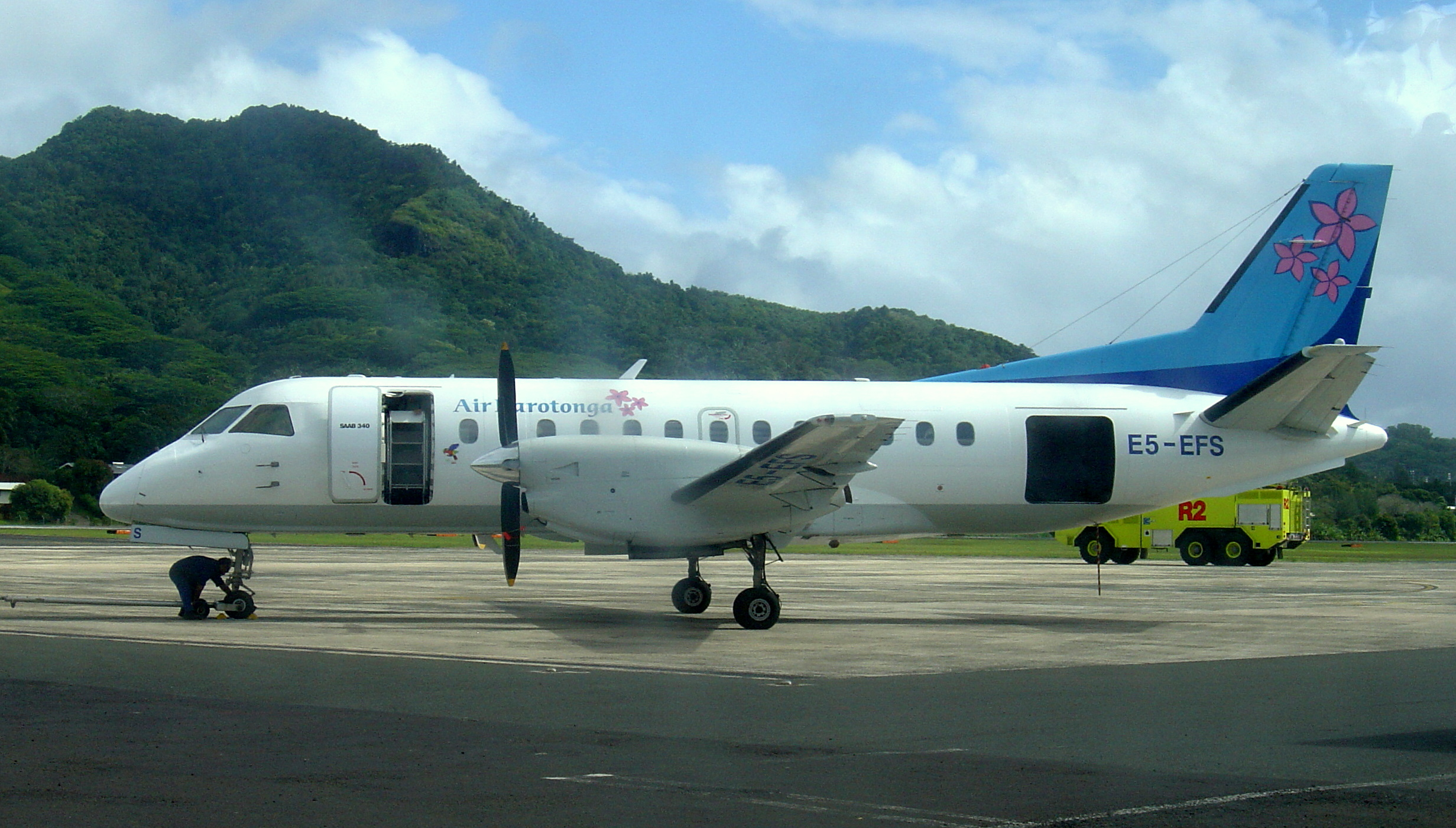
El mismo Saab 340 de Air Rarotonga en plataforma del Aeropuerto Internacional de Rarotonga.

Air Rarotonga es una aerolínea con base en Rarotonga, Islas Cook, y es la aerolínea de las Islas Cook. Opera vuelos regulares inter-insulares a través de las Islas Cook. Se operan vuelos chárter a Niue, Samoa y la Polinesia Francesa. Su base principal es el Aeropuerto Internacional Rarotonga.

## Historia
La aerolínea fue fundada en febrero de 1978 y comenzó a operar en julio de 1978 con una avioneta tipo Cessna 337. La compañía es propiedad de tres inversores privados. Más de 70.000 pasajeros viajan entre los destinos de islas de la aerolínea cada año.

## Destinos
| Países             | Destinos  | Aeropuertos                        |
| ------------------ | --------- | ---------------------------------- |
| Islas Cook         | Aitutaki  | Aeropuerto de Aitutaki             |
| Islas Cook         | Atiu      | Aeropuerto Enua                    |
| Islas Cook         | Mangaia   | Aeropuerto de Mangaia              |
| Islas Cook         | Manihiki  | Aeropuerto de la Isla Manihiki     |
| Islas Cook         | Mauke     | Aeropuerto de Mauke                |
| Islas Cook         | Mitiaro   | Aeropuerto de Mitiaro              |
| Islas Cook         | Penrhyn   | Aeropuerto Tongareva               |
| Islas Cook         | Rarotonga | Aeropuerto Internacional Rarotonga |
| Niue               | Alofi     | Aeropuerto Internacional de Niue   |
| Polinesia Francesa | Papete    | Aeropuerto Internacional Faa'a     |

## Flota

### Flota actual
La flota de Air Rarotonga incluye en la actualidad las siguientes aeronaves:
| Aeronaves                   | En servicio | Pedidos | Pasajeros (clase única)                         | Matrículas                                      | Antigüedad                                      |
| --------------------------- | ----------- | ------- | ----------------------------------------------- | ----------------------------------------------- | ----------------------------------------------- |
| Embraer EMB-110 Bandeirante | 1           | —       | 21                                              | E5-TAI                                          | 40 años                                         |
| Saab 340                    | 2           | —       | 34                                              | E5-EFS                                          | 29,9 años                                       |
| Saab 340                    | 2           | —       | 34                                              | E5-SMW                                          | 29,5 años                                       |
| Total                       | 3           | —       | Edad media de la flota (sept. de 2024): 33 años | Edad media de la flota (sept. de 2024): 33 años | Edad media de la flota (sept. de 2024): 33 años |

### Flota histórica
| Aeronaves                 | Total | Introducido | Retirado | Matrículas |
| ------------------------- | ----- | ----------- | -------- | ---------- |
| De Havilland DH.114 Heron | 1     | 1986        | 1992     | ZK-TAJ     |